# Johannes Diderik van der Waals
Johannes Diderik van der Waals (23 tháng 11 năm 1837 – 8 tháng 3 năm 1923) là một nhà vật lý lý thuyết và nhiệt động học Hà Lan nổi tiếng cho công việc của mình trên một phương trình trạng thái khí và lỏng.
Tên của ông chủ yếu là liên quan đến phương trình Van der Waals của trạng thái mô tả hành vi của các loại khí và ngưng tụ của họ giai đoạn lỏng. Tên của ông cũng gắn liền với lực van der Waals (lực giữa các phân tử ổn định), với phân tử van der Waals (cụm phân tử nhỏ bị ràng buộc bởi các lực van der Waals), và với bán kính van der Waals (kích thước của các phân tử). Ông trở thành giáo sư vật lý đầu tiên của Đại học Amsterdam, khi nó mở cửa vào năm 1877 và giành Giải Nobel Vật lý vào năm 1910.